# Plasmodium (Plasmodium) malariae
Plasmodium malariae parazitska je praživotinja koja uzrokuje malariju kod ljudi i pasa. Plasmodium falciparum i Plasmodium vivax njeni su bliski srodnici, koji su odgovorni za većinu malarijskih infekcija. Radi se o takozvanoj "benignoj malariji" koja nije ni približno opasna kao malarija uzrokovana od strane P. falciparuma i P. vivaxa. P. malariae uzrokuje vrućice koje se ponavljaju u intervalima od približno tri dana (tzv. kvartana vrućica), duže od dvodnevnih intervala ostalih malarijskih parazita.
Mikroskopski, napadnute crvene krvne stanice (eritrociti) nikada se ne povećavaju i mogu se čak činiti manjima od normalnih krvnih stanica. Citoplazma nije dekolorizirana i na površini stanice nisu vidljive točke. Vakuola je malena i parazit je zbijen. Stanice su rijetko domaćini više parazita. Prstenaste nakupine, gdje parazit stvara guste prstene širom zaražene stanice, karakteristične su za ovu vrstu. Velika zrnca malarijskog pigmenta često su viđena u ovom parazitu: više nego u ostalih Plasmodium vrsta.
P. vivax i P. ovale koji se nalaze u etilendiamintetraoctenoj kiselini (EDTA) više od pola sata prije krvnog razmaza izgledat će veoma slični P. malariae, što je važan razlog za upozoravanje laboratorija čim je uzet uzorak krvi kako bi obradili uzorak što prije.